# Dicaelotus decipiens
Dicaelotus decipiens är en stekelart som först beskrevs av Johann Ludwig Christian Gravenhorst 1829.  Dicaelotus decipiens ingår i släktet Dicaelotus och familjen brokparasitsteklar. Inga underarter finns listade i Catalogue of Life.